# On a Mission (album)
On a Mission – debiutancki album brytyjskiej piosenkarki Katy B, wydany 1 kwietnia 2011 roku nakładem wytwórni Columbia. Katy B współpracowała przy produkcji albumu między innymi z DJ Zinc, Bengą oraz założycielem Rinse FM Geeneusem. Prace nad nagraniami rozpoczęły się w czerwcu 2007 roku i trwały trzy lata. 
Płyta spotkała się z przychylnymi opiniami krytyków, a także sukcesem komercyjnym. 22 lipca 2013 roku krążek otrzymał status srebrnej, a 4 lipca 2014 złotej płyty w Wielkiej Brytanii za sprzedaż 100 000 egzemplarzy.

## Lista utworów
| Nr  | Tytuł utworu                                       | Autorzy                          | Produkcja     | Długość |
| --- | -------------------------------------------------- | -------------------------------- | ------------- | ------- |
| 1.  | „Power on Me”                                      | Katy B, Geeneus                  | Geeneus       | 4:21    |
| 2.  | „Katy on a Mission”                                | Katy B, Benga, Geeneus           | Benga         | 3:39    |
| 3.  | „Why You Always Here”                              | Katy B, Geeneus                  | Geeneus       | 5:33    |
| 4.  | „Witches' Brew”                                    | Katy B, Zinc, Geeneus, Sam Frank | Zinc          | 3:20    |
| 5.  | „Movement”                                         | Katy B, Zinc                     | Zinc          | 2:41    |
| 6.  | „Go Away”                                          | Katy B, Geeneus, Magnetic Man    | Geeneus       | 3:35    |
| 7.  | „Disappear”                                        | Katy B, Geeneus                  | Geeneus       | 3:38    |
| 8.  | „Broken Record”                                    | Katy B, Geeneus, Zinc            | Geeneus, Zinc | 3:19    |
| 9.  | „Lights On (featuring Ms. Dynamite)”               | Katy B, Geeneus, Ms. Dynamite    | Geeneus       | 3:28    |
| 10. | „Easy Please Me”                                   | Katy B, Magnetic Man             | Magnetic Man  | 3:56    |
| 11. | „Perfect Stranger (Magnetic Man featuring Katy B)” | Katy B, Magnetic Man             | Magnetic Man  | 3:13    |
| 12. | „Hard to Get”                                      | Katy B, Geeneus, Zinc            | Geeneus, Zinc | 6:53    |
| 13. | „Water (ukryty utwór)”                             | Katy B, Geeneus                  | Geeneus       | 3:14    |
| 14. | „Something New (bonus na iTunes)”                  | Katy B, Zinc                     | Zinc          | 3:32    |
|     |                                                    |                                  |               | 54:22   |

Wersja albumu dostępna na iTunes zawiera również teledysk do singla „Katy on a Mission”.

## Notowania
| Lista (2011-12)                             | Najwyższa pozycja |
| ------------------------------------------- | ----------------- |
| Belgia (Ultratop 50 Flandria)               | 10                |
| Belgia (Ultratop 50 Walonia)                | 70                |
| Irlandia (IRMA)                             | 66                |
| Polska (OLiS)                               | 68                |
| Stany Zjednoczone (Dance/Electronic Albums) | 16                |
| Stany Zjednoczone (Heatseekers Albums)      | 39                |
| Wielka Brytania (UK Albums Chart)           | 2                 |

Notowania końcoworoczne
| Lista (2011)                      | Najwyższa pozycja |
| --------------------------------- | ----------------- |
| Belgia (Flandria)                 | 83                |
| Wielka Brytania (UK Albums Chart) | 60                |